# Józef Czerwonka
Józef Czerwonka (ur. 23 listopada 1919 r. w Jaworznie, zm. 6 czerwca 1942 w Amsterdamie) – podoficer Wojska Polskiego, sierżant Polskich Sił Powietrznych, czterokrotnie odznaczony Krzyżem Walecznych.

## Życiorys
Syn Karola i Marii z domu Balon. W rodzinnym Jaworznie ukończył Szkołę Powszechną i Szkołę Rzemieślniczo Przemysłową. W czasie nauki w szkole terminował u ślusarza. W 1936 r. rozpoczął naukę w Szkole Podoficerów Lotnictwa dla Małoletnich w Bydgoszczy. Po przeniesieniu szkoły do Krosna ukończył ją w 1938 r. ze specjalnością radiomechanika. Został przydzielony do 2. pułku lotniczego, gdzie służył w 24. eskadrze rozpoznawczej. 
W składzie 24. eskadry wziął udział w kampanii wrześniowej, po agresji ZSRR na Polskę ogłoszono ewakuację jednostki na teren Rumunii. Czerwonka przemieszczał się razem z rzutem kołowym eskadry. Po odcięciu dróg odwrotu do Rumunii przez Armię Czerwoną zdecydowali się na wyjazd do Węgier. 
Został internowany w obozie w Nagykáta, skąd udało mu się uciec i 12 stycznia 1940 r. dotarł do Francji. Zdecydował się na wyjazd do Wielkiej Brytanii, 14 stycznia dopłynął do Southampton. Zgłosił się do służby w Polskich Siłach Powietrznych i otrzymał numer służbowy RAF 780641. Trafił do bazy RAF Eastchurch, gdzie odbył szkolenie jako radiotelegrafista. 6 sierpnia 1940 r. odbył kurs w 4 Bombing and Gunnery School w West Freugh. 8 października został skierowany do 18 Operational Training Unit na kurs radiotelegrafistów. Od 12 listopada w bazie RAF w Bramcote brał udział w szkoleniu załóg dywizjonów 304 i 305. Po przeniesieniu do Bramcote 18 OTU służył w nim jako instruktor.
Złożył wniosek o przydział do dywizjonu bojowego. Jego prośba została pozytywnie rozpatrzona i został 15 sierpnia 1941 r. przydzielony do dywizjonu 301. W nocy z 13 na 14 września 1941 r. odbył pierwszy lot bojowy na bombardowanie Brestu. W następnych lotach bombardował Bremę oraz Kolonię. 12 lutego 1942 r. jego załoga wzięła udział w poszukiwaniu i atakowaniu niemieckich pancerników „Scharnhorst”, „Gneisenau” oraz „Prinz Eugen”, które przez kanał La Manche przedarły się na Morze Północne. W kolejnych lotach bombardował cele w Bremie, Essen, Oberhausen, Emden, Kolonii oraz Wilhelmshaven. W nocy z 9 na 10 marca w załodze Daniela Pławskiego na samolocie Wellington (R1535 GR-C) wziął udział w nalocie na Essen. Nad celem samolot został silnie uszkodzonym odłamkami artyleryjskimi ale pilot zdołał doprowadzić maszynę na lotnisko. W nocy z 31 maja na 1 czerwca, w ramach operacji „Millenium”, wziął udział w nalocie 1000 bombowców na Kolonię. W nocy z 1 na 2 czerwca, podczas lotu na bombardowanie Essen, ich maszyna została zaatakowana przez Ju 88. Przedni i tylny strzelec meldowali o uszkodzeniu nocnego myśliwca.
5 czerwca, w załodze z por. Danielem Pławskim, por. pil. Janem Kozakiem, por. obs. Pawłem Wybrańcem, plut. Kazimierzem Podgórskim oraz kpr. Romanem Radeckim, wystartował z lotniska Hemswell do kolejnego nalotu na Essen. Ich Wellington IV (nr ser. Z1331, GR-C) został przechwycony i zestrzelony przez załogę Messerschmitta Bf 110 Hauptmanna Helmuta Lenta i Feldwebla Waltera Kubischa z II./NJG w rejonie jeziora IJsselmeer. Cała załoga zginęła, ciało Józefa Czerwonki znaleziono na plaży i pochowano w Amsterdamie na New Eastern Cemetery.

## Ordery i odznaczenia
Za swą służbę otrzymał odznaczenia:
- Krzyż Walecznych – czterokrotnie,
- Medal Lotniczy,
- Polowy Znak Strzelca Radiotelegrafisty nr 137.